# Gabriel Romon
Gabriel Romon (né le 18 juin 1905 à Boulogne-sur-Mer ; m.p.F., fusillé le 21 août 1944 à Heilbronn, Allemagne) est un officier des transmissions et résistant français.

## Famille et études
Son père est instituteur ; il est fils unique. Orphelin de père à 11 ans, boursier de l'État, il intègre l'École polytechnique en 1925. Ayant choisi le génie, il est nommé lieutenant à sa sortie de l’École militaire et d’application du génie en octobre et est affecté au 18e régiment du génie de sapeurs-télégraphistes, à Nancy.

## Carrière et résistance
En même temps qu'il mène une carrière d'officier supérieur de transmissions dans l'armée d'armistice, au Groupement des contrôles radioélectriques, Romon fait partie d'un certain nombre de réseaux de résistance : le réseau Super-NAP (noyautage des administrations publiques), au titre des PTT, dès sa création en octobre 1942 ; le réseau Alliance, à partir de mai 1943, comme conseiller technique pour le secteur radio (sous le pseudonyme « Cygne »).
Sous la direction de Gabriel Romon, lui-même subordonné de Paul Labat, le GCR écoutait officiellement les communications pour le régime de Vichy, mais officieusement, interceptait les communications allemandes Enigma, ce qui fournit nombre d'informations à la Résistance intérieure française et au Secret Intelligence Service (MI6), en liaison avec le PC Cadix.
Il est arrêté le 12 décembre 1943 à son domicile, sur dénonciation d'un ancien employé du GCR, Max Garrigues-Perrières, passé à la Milice.
Incarcéré à la prison militaire allemande de Moulins, puis à la prison de Fresnes ; interrogé par le Sicherheitsdienst, convaincu d’appartenir au réseau Alliance, il est déporté à la prison de Kehl, puis à celle de Freiburg im Breisgau. Il est condamné à mort par le Tribunal de guerre du IIIe Reich pour aide à l'espionnage le 15 juin 1944. Le 7 juillet, il est transféré à la prison de Schwäbisch Hall : il est fusillé le 21 août 1944, avec 23 autres membres du réseau Alliance.
Il est enterré au caveau familial d'Aubervilliers.

## Hommages
- Chevalier de la Légion d'Honneur, à titre posthume (6 juin 1946).
- Médaille de la Résistance française, au titre du ministère des PTT (24 avril 1946), et une deuxième fois au titre du ministère de la Guerre (J.O. du 13 juillet 1947).
- Obsèques militaires aux Invalides le 27 décembre 1947.

Plusieurs toponymes et lieux officiels rendent hommage à Romon :
- (depuis le 12 mai 1946) rue du Commandant-Romon à Saint-Yorre (Allier), ville où il habitait lors de son arrestation.
- (depuis le 25 juin 1946) avenue des Colonels-Mesnier-et-Romon à Montargis (Loiret)
- (depuis le 22 mai 2014) Centre Lieutenant-Colonel Gabriel Romon de la DIRISI (direction interarmées des réseaux d'infrastructure) à Rennes.